# Кірі (Чечня)
Кірі (рос. Кири) — село у Шаройському районі Чечні Російської Федерації.
Населення становить 234 особи (2019). Входить до складу муніципального утворення Кірінське сільське поселення.

## Історія
Згідно із законом від 14 липня 2008 року органом місцевого самоврядування є Кірінське сільське поселення.

## Населення
| 1990 | 2002 | 2010 | 2012 | 2013 | 2014 | 2015 |
| ---- | ---- | ---- | ---- | ---- | ---- | ---- |
| 225  | ↘120 | ↗200 | ↗208 | ↘202 | ↘197 | ↗206 |
| 2016 | 2017 | 2018 | 2019 |      |      |      |
| ↗210 | ↗235 | ↗237 | ↘234 |      |      |      |